# Особняк Трепова
Особняк Трепова (Бродських) — пам'ятка архітектури місцевого значення у Печерському районі міста Києва. Охоронний номер 338. Особняк розташовано по вулиці Інститутській. Один із настаріших особняків на Липках.

## Загальний опис пам'ятки
Особняк було зведено 1871 року за проєктом архітектора М. П. Самонова. Це — одноповерховий дерев'яний тинькований будинок. Фасад на дев'ять вікон. Г-подібний план, за яким у лівому крилі були парадні приміщення, а у правому — жилі. Парадний вхід із дерев'яним тамбуром, поруч — в'їзна брама. Є підвал. Декоровано будинок у формах неоренесенсу.
1879 року було зроблено кам'яну прибудову та трохи змінено фасад. Цей проєкт втілив архітектор В. Сичугов. Тепер стало 14 кімнат, було заново оздоблено інтер'єр, додано балкон у сад. План став Т-подібним.

## Історія
Особняк було споруджено на замовлення Федора Федоровича Трепова (старшого). На території його ж садиби було прокладено вулицю, яка спершу називалася «Царедарською» чи «Треповською», а потім стала Банковою (Банківською). Попередня адреса будинку була Інститутська, 32.
1876 року власницею садиби стала Сара Семенівна Бродська, дружина Лазаря Бродського. Він належав Бродським до 1918 року. Збереглися документи, що у березні 1918 року всі 14 кімнат винаймала княгиня Дарія Михайлівна Горчакова.
Після націоналізації тут були різні державні установи — Управління Запасних військ округу (1921 рік), головна інспекція військових навчальних закладів (1922—1923 рр.), райкоми компартії та комсомолу тощо, офіси Національного банку України.

## Галерея

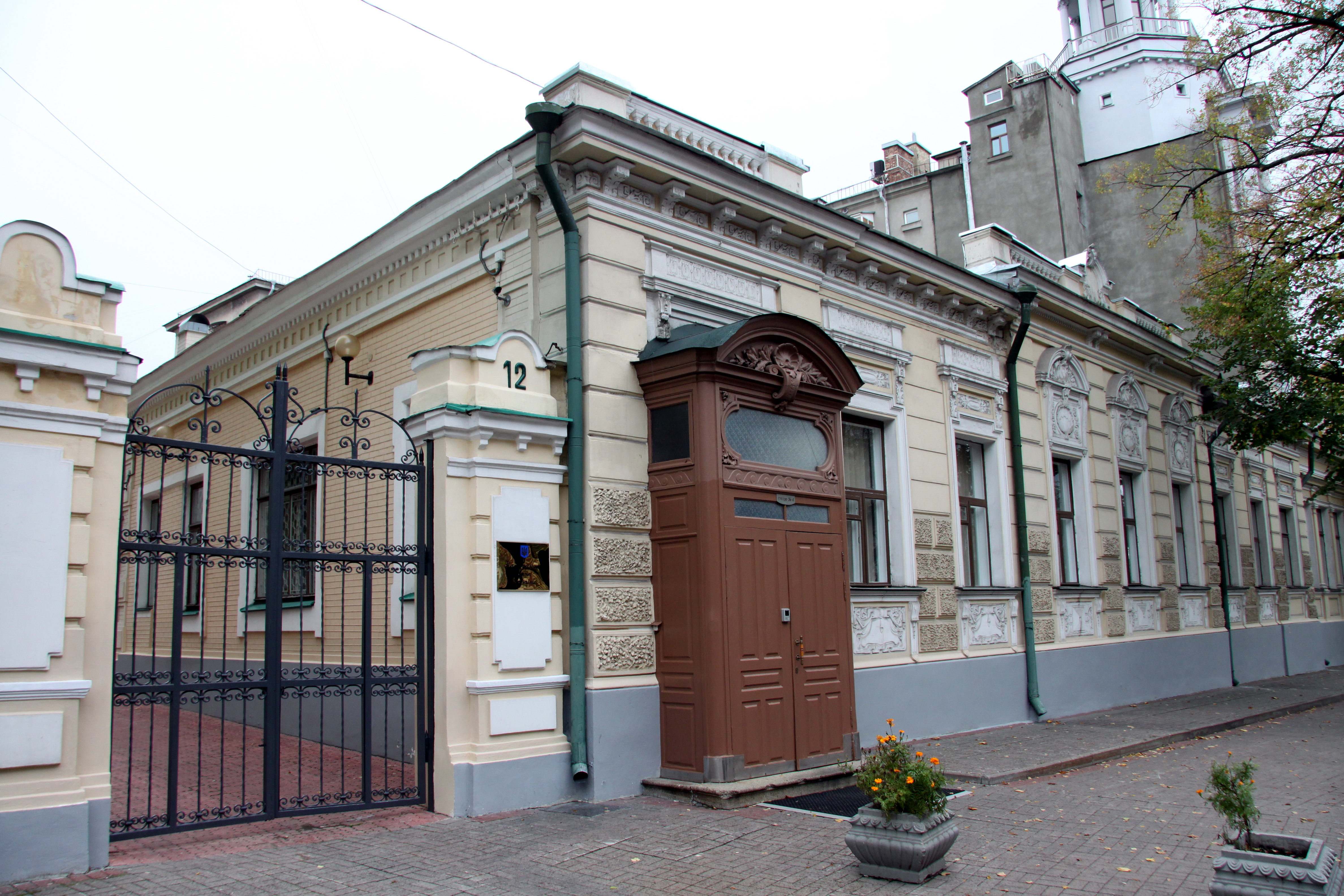
В'їзна брама біля парадного входу
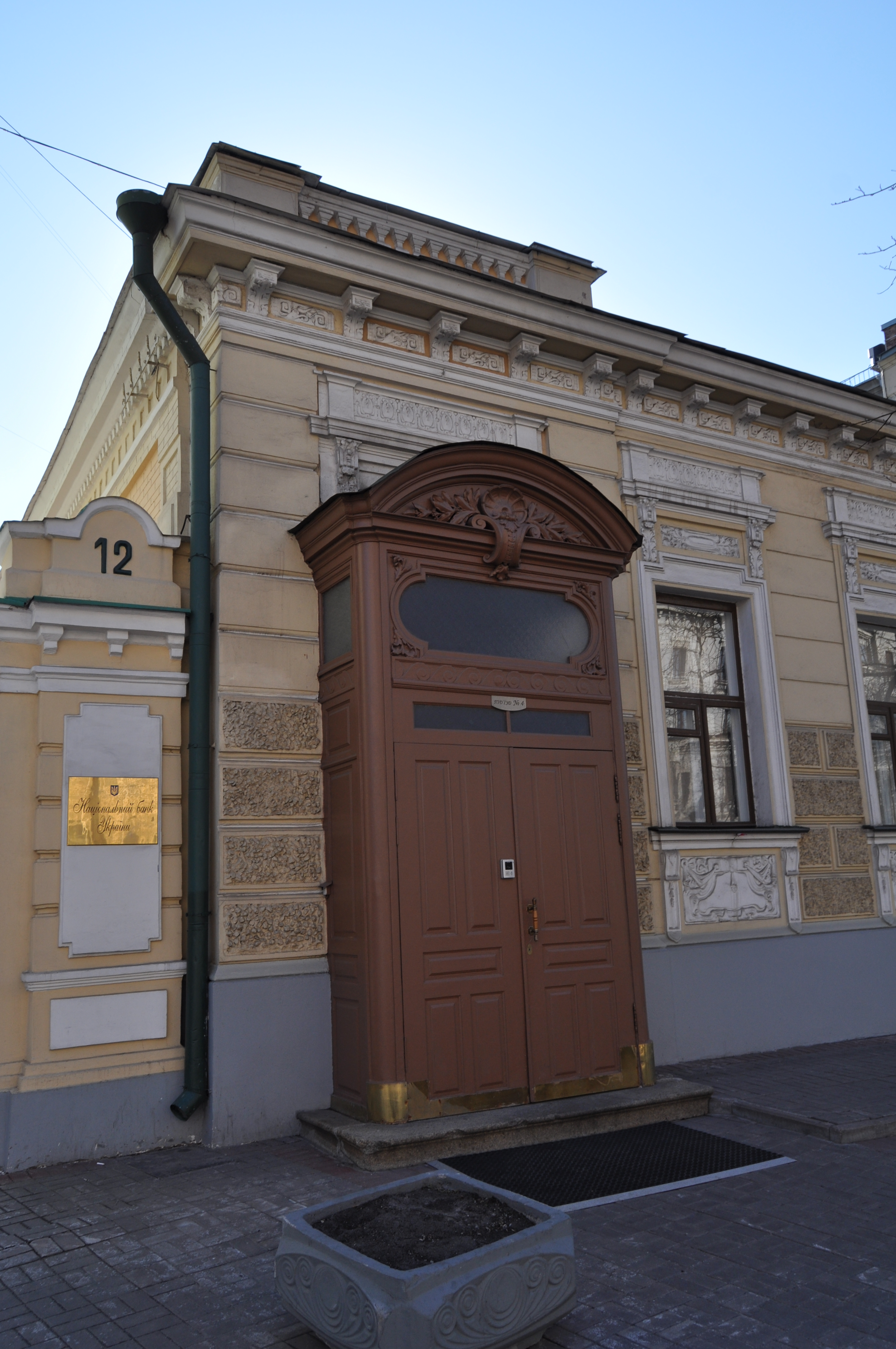
Парадний вхід
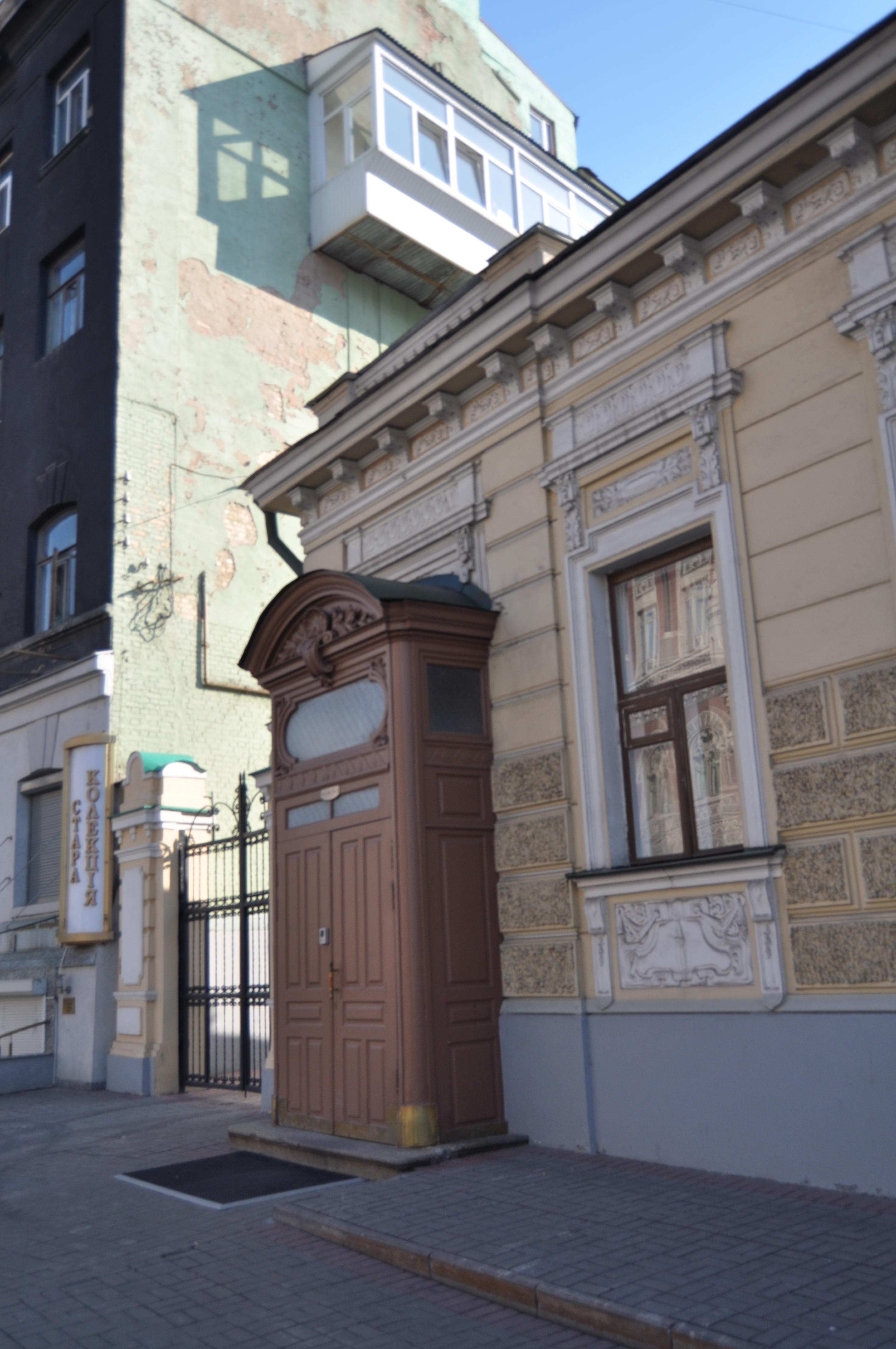
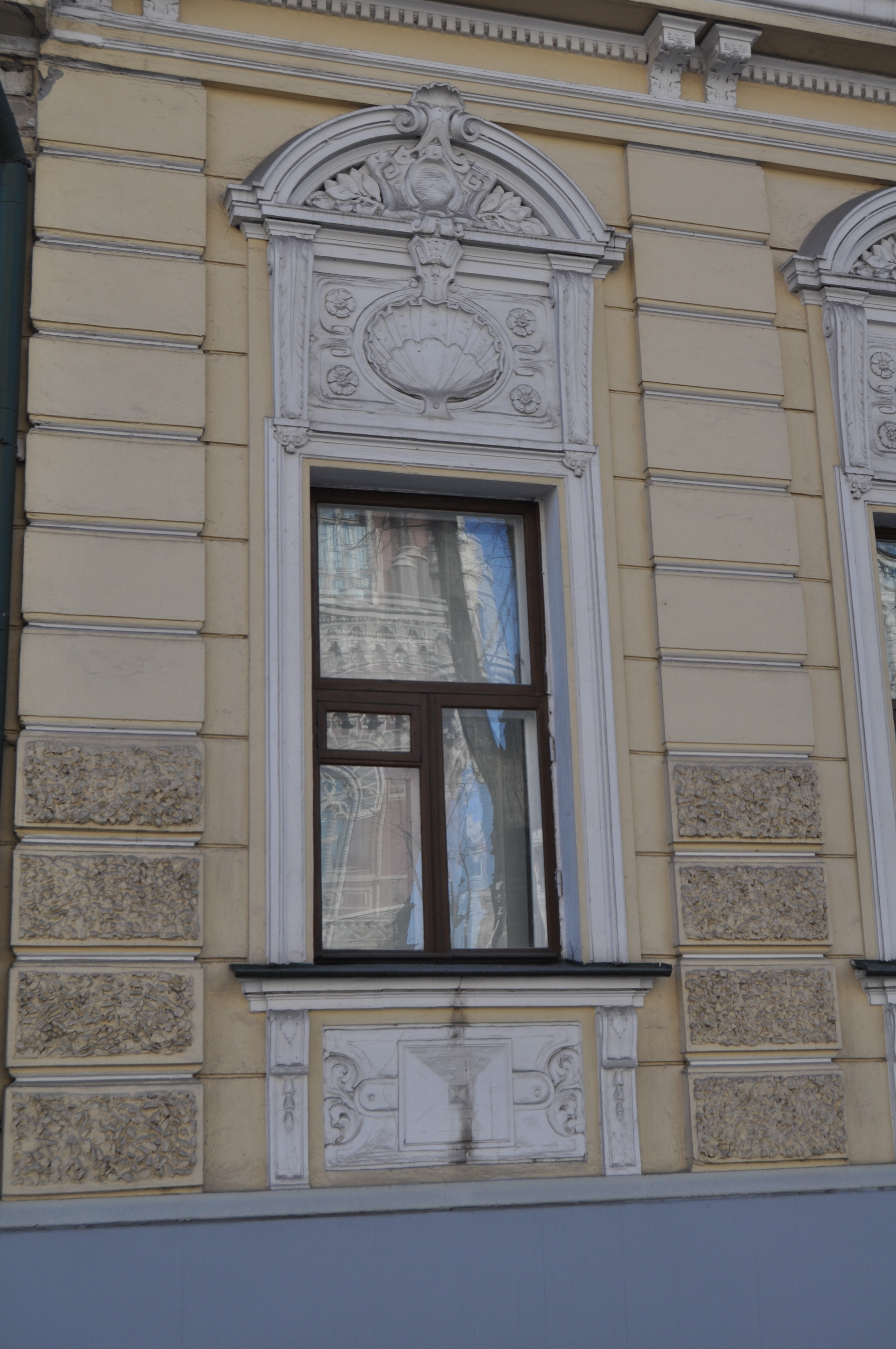
Вікна
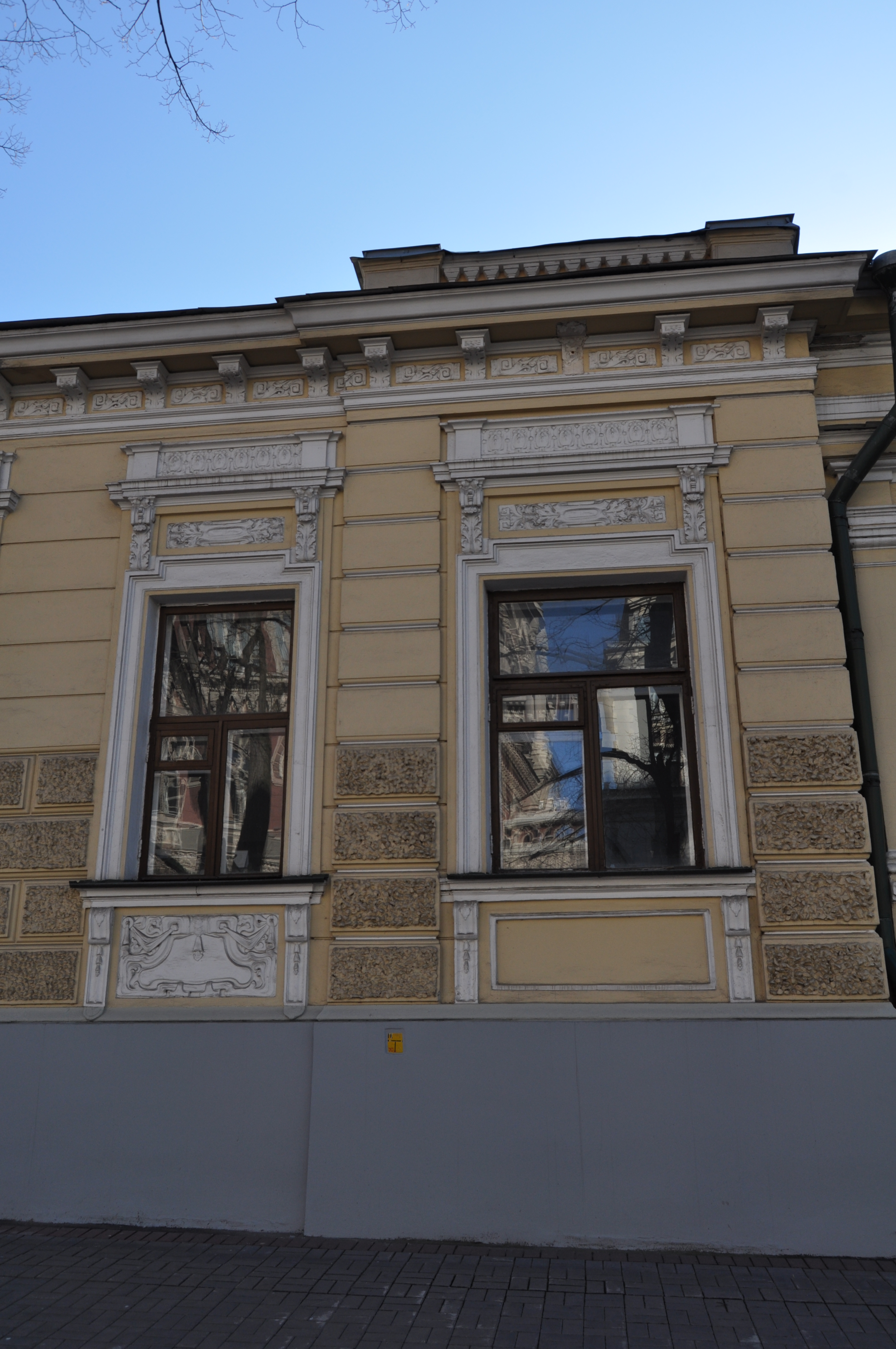
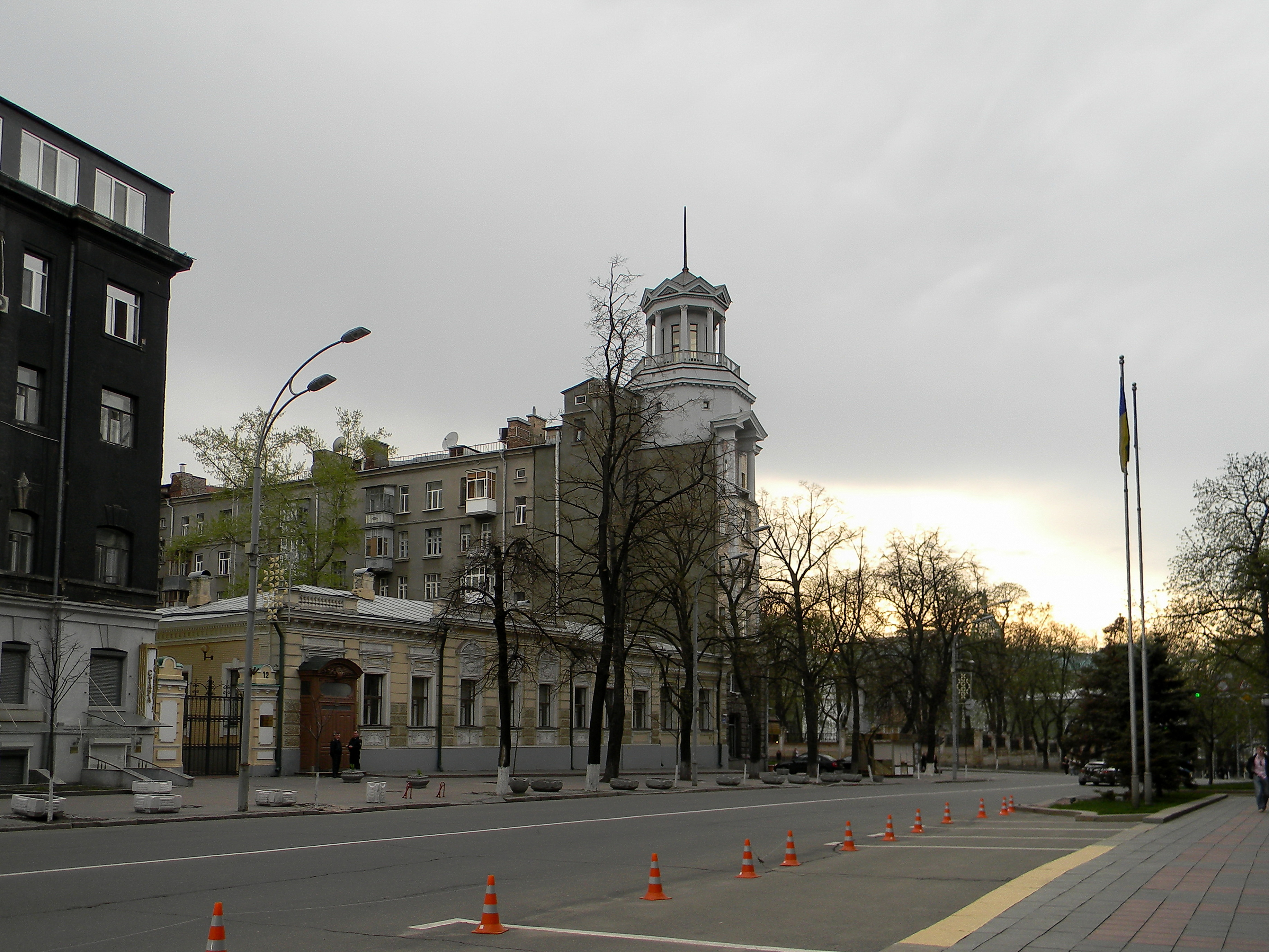
Загальний вид
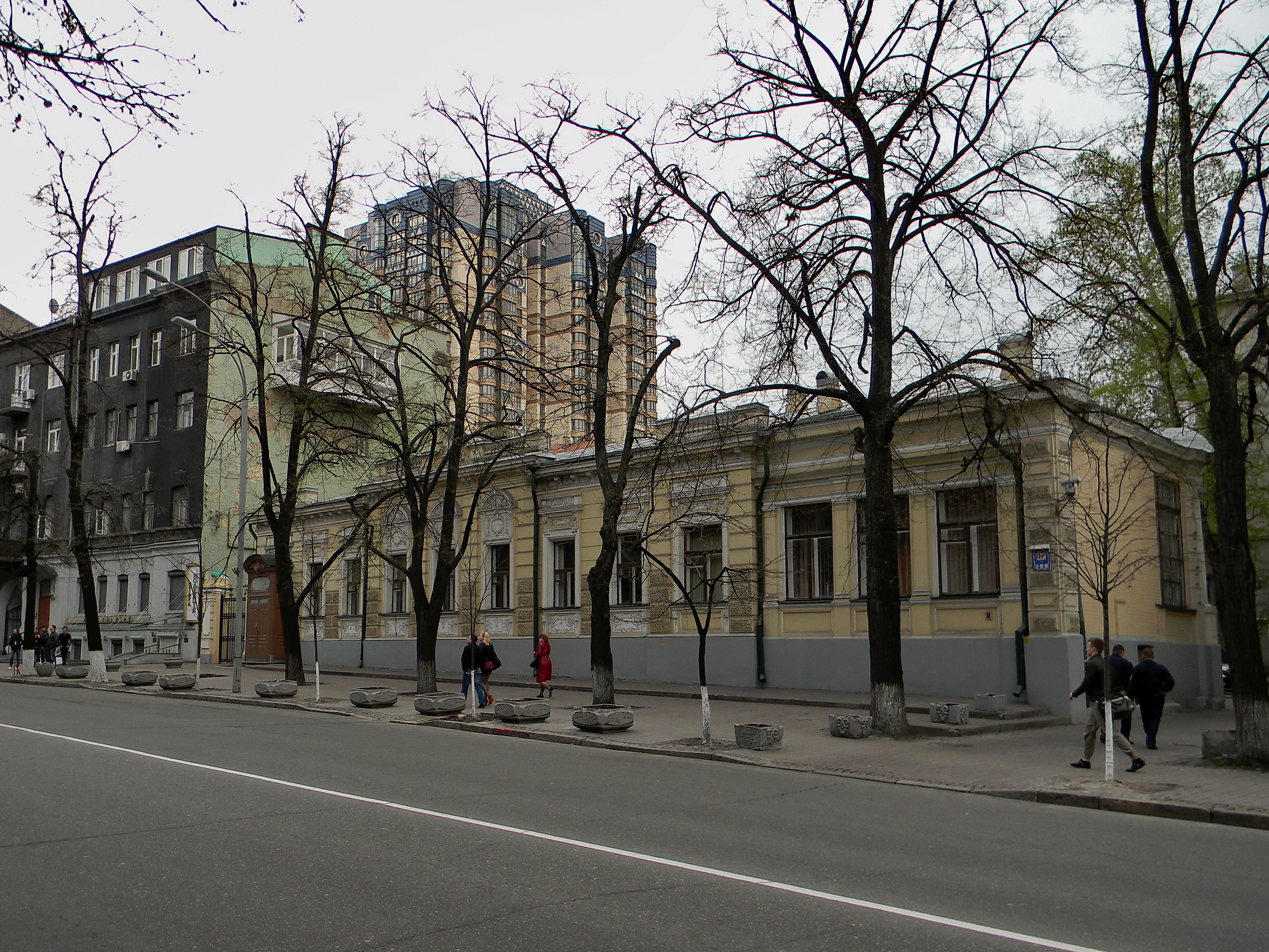